# Bérat
 Bérat  es una población y comuna francesa, en la región de Mediodía-Pirineos, departamento de Alto Garona, en el distrito de Muret y cantón de Rieumes.

## Demografía
| 818 | 804 | 823 | 980 | 1153 | 1407 |
| Para los censos de 1962 a 1999 la población legal corresponde a la población sin duplicidades (Fuente: INSEE [Consultar]) |     |     |     |      |      |